# Pareulype deleta
Pareulype deleta là một loài bướm đêm trong họ Geometridae.